# Auswärtige Gewalt
Die auswärtige Gewalt eines Staates betrifft den völkerrechtlichen Bereich seiner auswärtigen Beziehungen. Ein Unterfall der auswärtigen Gewalt war seinerzeit die Kolonialgewalt.

## Abgrenzung zur Außenpolitik
Während die Außenpolitik den gesamten Bereich der internationalen Beziehungen betrifft, ist die auswärtige Gewalt lediglich derjenige Teilbereich, der sich auf der Ebene des Völkerrechts abspielt.

## Die auswärtige Gewalt im System der Gewaltenteilung
Im System der Gewaltenteilung ist die auswärtige Gewalt keine eigenständige Staatsgewalt wie die Legislative, Exekutive und Judikative. Vielmehr sind die drei klassischen Gewalten nach innen gerichtet, während die Kompetenzen der nach außen gerichteten auswärtigen Gewalt sich auf die Träger der drei Gewalten verteilt.
In einem Bundesstaat wie der Bundesrepublik Deutschland kann es hierbei nicht nur zur Kompetenzaufteilung auf die verschiedenen Staatsorgane kommen, sondern – sofern der Gesamtstaat seinen Gliedstaaten Völkerrechtssubjektivität verliehen hat – auch zu verschiedenen Verbandskompetenzen.